# ولفگانگ لینگر
ولفگانگ لینگر (انگلیسی: Wolfgang Linger؛ زادهٔ ۴ نوامبر ۱۹۸۲) لژسوار اهل اتریش است.